# Laura Rizzotto
Laura Rizzotto, all'anagrafe Laura de Carvalho Rizzotto (Rio de Janeiro, 18 luglio 1994), è una cantautrice brasiliana naturalizzata lettone di origini italiane.
Ha rappresentato la Lettonia all'Eurovision Song Contest 2018 con il brano Funny Girl, ottenendo il dodicesimo posto nella seconda semifinale e quindi senza riuscire a qualificarsi per la serata finale.

## Biografia
Laura è nata a Rio de Janeiro e ha una sorella di nome Carolina ed un fratello di nome Lucas. Suo padre possiede la doppia cittadinanza  lettone–brasiliana, mentre sua madre nata a Liepāja e cresciuta a Riga, possiede la cittadinanza brasiliana con origini portoghesi, ma i primi componenti del suo albero genealogico hanno origini italiane. Infatti il suo cognome “Rizzotto” proviene dal suo bisnonno, Domenico Rizzotto, un insegnante nato a Belluno ed emigrato nel sud del Brasile già nel diciannovesimo secolo. Anche suo padre parla italiano fluentemente. La sua famiglia si è trasferita negli Stati Uniti nel 2005 e si è stabilita a Edina, nello stato del Minnesota. Laura ha iniziato a suonare il pianoforte all'età di 9 anni e ad Edina ha scritto la sua prima ballata, Reason Why, all'età di 11 anni. Ha poi imparato autodidatta come suonare la chitarra e l'ukulele nei suoi primi anni dell'adolescenza. Trascorse la sua infanzia tra Rio de Janeiro e gli Stati Uniti.
Dopo il liceo, le è stata offerta una borsa di studio per frequentare il Berklee College of Music e allora, compiendo una mossa coraggiosa, Laura ha deciso di trasferirsi nella città di Boston per conseguire un diploma di laurea in musica e realizzare il suo sogno di entrare nel pop mainstream degli Stati Uniti. Nel 2013 si trasferì a Los Angeles per frequentare il California Institute of the Arts, laureandosi in arti musicali. Successivamente, si spostò a New York dove ha conseguito un master in musica presso la Columbia University nel 2017. Attualmente vive a Los Angeles, sempre negli Stati Uniti d'America.

## Carriera

### 2009–2015:Made in RioeReason to Stay
Laura Rizzotto ha iniziato a eseguire i propri inediti nella scena musicale di Rio de Janeiro già all'età di 15 anni, nel 2009, e ha ottenuto il suo primo contratto discografico, con Universal Music Brazil nel 2010 proprio dopo che un dirigente l'ha vista esibirsi dal vivo nel leggendario locale jazz Modern Sound, a Copacabana.
Nel 2011, pubblica il suo primo album in studio, intitolato Made in Rio, che comprende la produzione di Eumir Deodato ed è stato acclamato dalla critica e ampiamente presente nei media brasiliani. Laura è stata un'artista ospite in una serie di noti spettacoli televisivi brasiliani e si è occupata di fare promozione all'album con esibizioni dal vivo nelle città di Rio de Janeiro e San Paolo, accompagnata da una band di 6 elementi.
Dopo aver pubblicato il proprio album di debutto nel 2011 nell'aprile 2012 Laura ha aperto per l'ex star Disney Demi Lovato, ad un suo concerto in Brasile durante il suo tour mondiale A Special Night with Demi Lovato, esibendosi di fronte a 7.000 persone.  Laura è stata posta nella lista di Berklee Dean per tre semestri consecutivi e apparsa in scena dal vivo in programmi radiofonici, nel Massachusetts. Nel giugno 2013, Laura è stata un'artista ospite del Brand USA per rappresentare il Brasile all'International Pow Wow Expo 2013, presso il Las Vegas Convention Center, dove si è esibita dal vivo per un pubblico di 6.000 delegati di viaggio provenienti dagli Stati Uniti e da altri 70 paesi.
Nel 2014, ha autoprodotto indipendente il suo secondo album in studio, Reason to Stay. L’uscita dell’album nel 2014 è stata una forza trainante per promuovere l’educazione ambientale e una maggiore consapevolezza del pubblico riguardo l’urgente necessità di conservazione e restauro dell’albero nazionale brasiliano, noto anche come The Music Tree, "l'albero della musica", che viene considerato come una specie in via di estinzione e attualmente minacciata dall’industria dell’arco per strumenti a corda. Laura ha iniziato a partecipare al progetto di conservazione dell'albero nazionale brasiliano sin dalla sua infanzia e ha preso parte ad una serie di iniziative che hanno contribuito direttamente alla diffusione di oltre 100.000 piantine di Tree Music in Brasile. Attraverso il progetto, Laura incita ad agire immediatamente per garantire la sopravvivenza e l'uso sostenibile di questo legname che è così rilevante per la musica, la medicina e la storia.
L'8 maggio 2014 Laura Rizzotto ha pubblicato un singolo intitolato Love It (The World Cup Song), che consiste in un brano registrato specialmente in occasione del  campionato mondiale di calcio 2014, la Coppa del Mondo FIFA del 2014. Laura Rizzotto è inoltre nata a Rio de Janeiro esattamente nel giorno in cui il Brasile ha vinto la Coppa del Mondo del 1994 negli Stati Uniti, durante la finale del Brasile contro l'Italia.
Nel 2015 Laura ha pubblicato gratuitamente il brano Miracle, come tributo alle vittime del traffico stradale. La canzone è stata utilizzata nel corso della Seconda Conferenza mondiale ad Alto Livello sulla Sicurezza Stradale a Brasilia, in Brasile, organizzata dalle Nazioni Unite.

### 2016–presente: Partecipazione all'Eurovision Song Contest ePrecious Stones
Dal 2016 al 2017, ha lavorato come coach di lingua portoghese per Jennifer Lopez dopo essere stata ingaggiata dall'etichetta Sony Music.

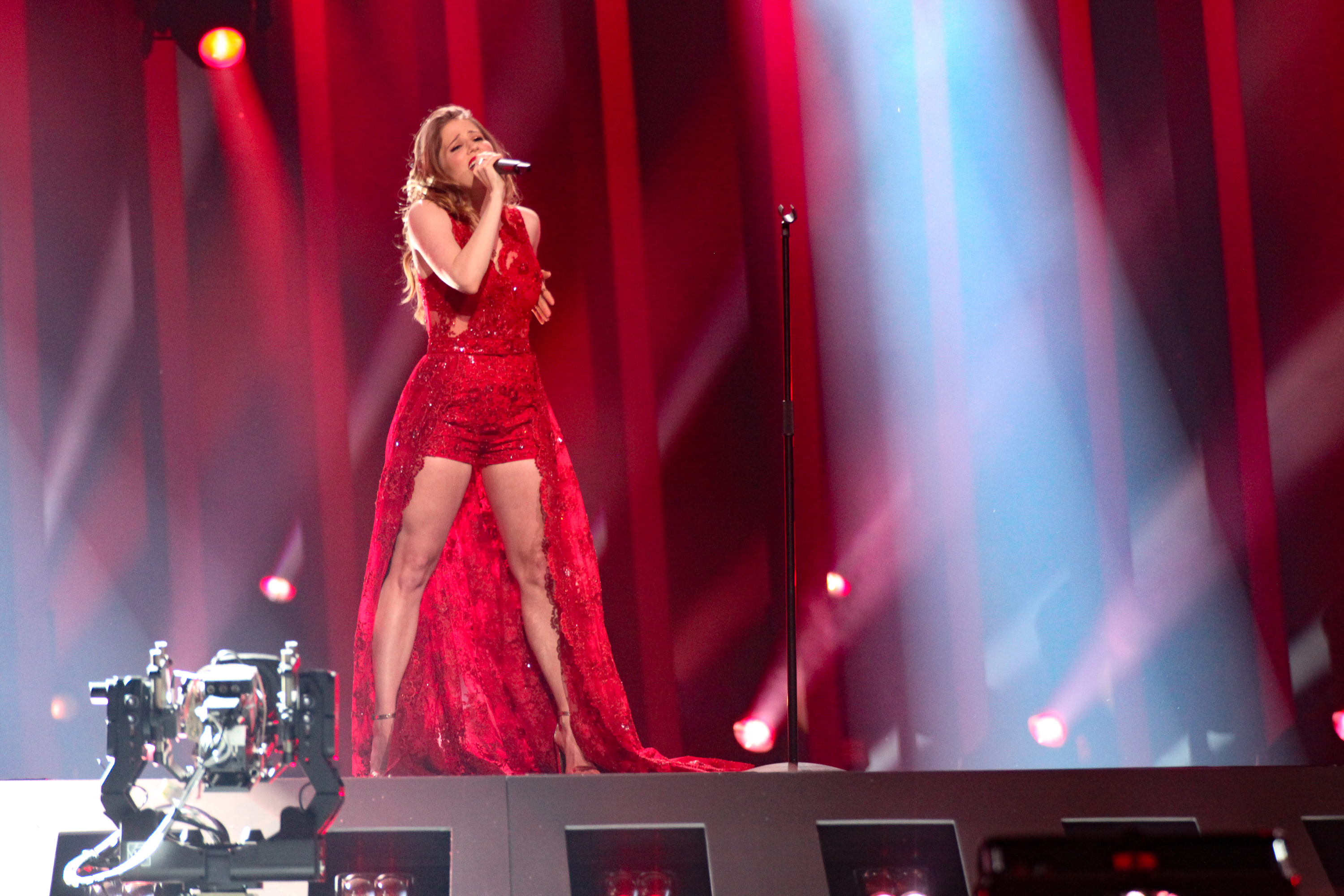
Laura Rizzotto all'Eurovision Song Contest 2018 a Lisbona

Nel 2017, Rizzotto ha iniziato a lavorare a Ruby, primo EP, sempre autoprodotto, di una serie prevista intitolata Precious Stones, pubblicato il 29 giugno 2018 a livello internazionale e contenente i quattro singoli The High, Cherry on Top, Red Flags e Bonjour.
Nel dicembre 2017 Laura Rizzotto ha preso parte al Supernova 2018, il format per la ricerca del rappresentante lettone all'Eurovision Song Contest con il brano Funny Girl. Dopo aver superato le selezioni online, ha avuto accesso allo show televisivo, ove si è esibita nella terza semifinale per poi accedere alla serata finale. Nella serata finale del programma è stata proclamata vincitrice del programma, avendo ottenuto il massimo dei punteggi da parte della giuria e del pubblico. Questo le ha concesso pertanto il diritto di rappresentare la Lettonia all'Eurovision Song Contest 2018, a Lisbona.
L'artista si è esibita nella seconda semifinale della manifestazione, mancando la qualificazione alla finale, essendosi classificata dodicesima con 105 punti. In base al criterio della differenza tra i punteggi di un paese non qualificatosi per la finale e quelli di uno qualificatosi, divisi per il massimo punteggio possibile che una canzone avrebbe potuto ottenere nella semifinale, Funny Girl è risultato l'undicesimo brano più vicino alla qualificazione nell'Eurovision dal 2004 al 2018.

## Discografia

### Album
- 2011 – Made in Rio
- 2014 – Reason to Stay

### EP
- 2018 – Ruby

### Singoli
- 2011 – Friend in Me
- 2014 – Reason to Stay
- 2014 – Teardrops
- 2014 – Love It (The World Cup Song)
- 2017 – The High
- 2017 – Cherry on Top
- 2017 – Red Flags
- 2017 – Funny Girl
- 2018 – Bonjour
- 2019 – Tightrope
- 2019 – One More Night
- 2023 – Papaya
- 2024 – Symptoms